# Frédéric Herpoel
Frédéric Herpoel (ur. 16 sierpnia 1974 roku w Mons) – belgijski piłkarz występujący na pozycji bramkarza.

## Kariera klubowa
Frédéric Herpoel zawodową karierę rozpoczynał w 1993 roku w Anderlechcie Brksela. W trakcie czterech sezonów spędzonych w tej drużynie Herpoel wystąpił tylko w czterech ligowych spotkaniach. Najpierw był zmiennikiem dla Filipa De Wilde, a później dla Geerta De Vliegera. Latem 1997 roku belgijski bramkarz zdecydował się zmienić klub i podpisał kontrakt z KAA Gent. W ekipie "De Buffalo's" od razu wywalczył sobie miejsce w podstawowej jedenastce, którego nie oddał przez dziewięć kolejnych sezonów spędzonych na Jules Ottenstadion. Łącznie dla Gent Herpoel rozegrał aż 259 spotkań w lidze, a w rozgrywkach 1997/1998 udało mu się nawet strzelić jedną bramkę. W 2006 roku belgijski zawodnik razem z drużyną został finalistą Pucharu Intertoto, a w 2007 roku przeniósł się do RAEC Mons. W 2010 roku zakończył w nim karierę.

## Kariera reprezentacyjna
W reprezentacji Belgii Herpoel zadebiutował w 1999 roku. W 2000 roku razem z drużyną narodową pojechał na Euro 2000, na którym "Czerwone Diabły" zostały wyeliminowane już w pierwszej fazie turnieju. Następnie Belg wziął udział w Mistrzostwach Świata 2002. Na tej imprezie Belgowie zajęli drugie miejsce w swojej grupie i awansowali do 1/8 finału. W tej fazie turnieju zespół Roberta Waseige przegrał 2:0 z późniejszymi zwycięzcami mundialu - Brazylijczykami. Herpoel na boiskach Korei Południowej i Japonii był zmiennikiem dla Geerta De Vliegera i nie zagrał w żadnym ze spotkań. Łącznie dla drużyny narodowej zaliczył siedem występów.